# Бріґідау
Бріґіда́у (нім. Brigidau; пол. Brygidyn) — німецька сільськогосподарська колонія, котра існувала на території сучасного села Ланівка Стрийського району Львівської області. Колонія заснована в 1783 році. Одне з багатьох поселень, створених під час колонізаційної програми, розпочатої австрійським імператором Йосифом II у 1782 році.

## Історія
7 (20) листопада 1917 року, відповідно до Третього Універсалу Української Центральної Ради, увійшло до складу Української Народної Республіки.
1 серпня 1934 року в Стрийському повіті Станиславівського воєводства було створено  ґміну Грабовець Стрийський з центром у с. Грабовець Стрийський. До складу ґміни входили наступні сільські громади: Бріґідау (суч. Ланівка), Дуліби, Грабовець Стрийський, Голобутів, Колодниця, Конюхів, Нежухів і Завадів.